# Preston North End Football Club 2017-2018
Questa voce raccoglie le informazioni riguardanti il Preston North End Football Club nelle competizioni ufficiali della stagione 2017-2018.

## Rosa
| N. |                        | Ruolo | Calciatore      |
| -- | ---------------------- | ----- | --------------- |
| 1  | Inghilterra (bandiera) | P     | Declan Rudd     |
| 3  | Irlanda (bandiera)     | D     | Greg Cunningham |
| 4  | Inghilterra (bandiera) | C     | Ben Pearson     |
| 5  | Inghilterra (bandiera) | D     | Tom Clarke      |
| 7  | Irlanda (bandiera)     | C     | Daryl Horgan    |
| 8  | Irlanda (bandiera)     | C     | Alan Browne     |
| 10 | Inghilterra (bandiera) | C     | Josh Harrop     |
| 11 | Giamaica (bandiera)    | C     | Daniel Johnson  |
| 12 | Scozia (bandiera)      | C     | Paul Gallagher  |
| 14 | Inghilterra (bandiera) | D     | Darnell Fisher  |
| 15 | Inghilterra (bandiera) | D     | Calum Woods     |
| 17 | Inghilterra (bandiera) | D     | Tommy Spurr     |
| 19 | Inghilterra (bandiera) | C     | John Welsh      |

| N. |                        | Ruolo | Calciatore      |
| -- | ---------------------- | ----- | --------------- |
| 20 | Inghilterra (bandiera) | D     | Ben Davies      |
| 21 | Inghilterra (bandiera) | A     | Louis Moult     |
| 22 | Galles (bandiera)      | P     | Chris Maxwell   |
| 23 | Inghilterra (bandiera) | D     | Paul Huntington |
| 24 | Irlanda (bandiera)     | A     | Sean Maguire    |
| 27 | Inghilterra (bandiera) | A     | Connor Simpson  |
| 28 | Inghilterra (bandiera) | P     | Matthew Hudson  |
| 29 | Inghilterra (bandiera) | A     | Tom Barkhuizen  |
| 31 | Inghilterra (bandiera) | P     | Callum Robert   |
| 32 | Inghilterra (bandiera) | D     | Josh Earl       |
| 37 | Inghilterra (bandiera) | A     | Callum Robinson |
| 39 | Galles (bandiera)      | A     | Billy Bodin     |